# Laufbrunnen

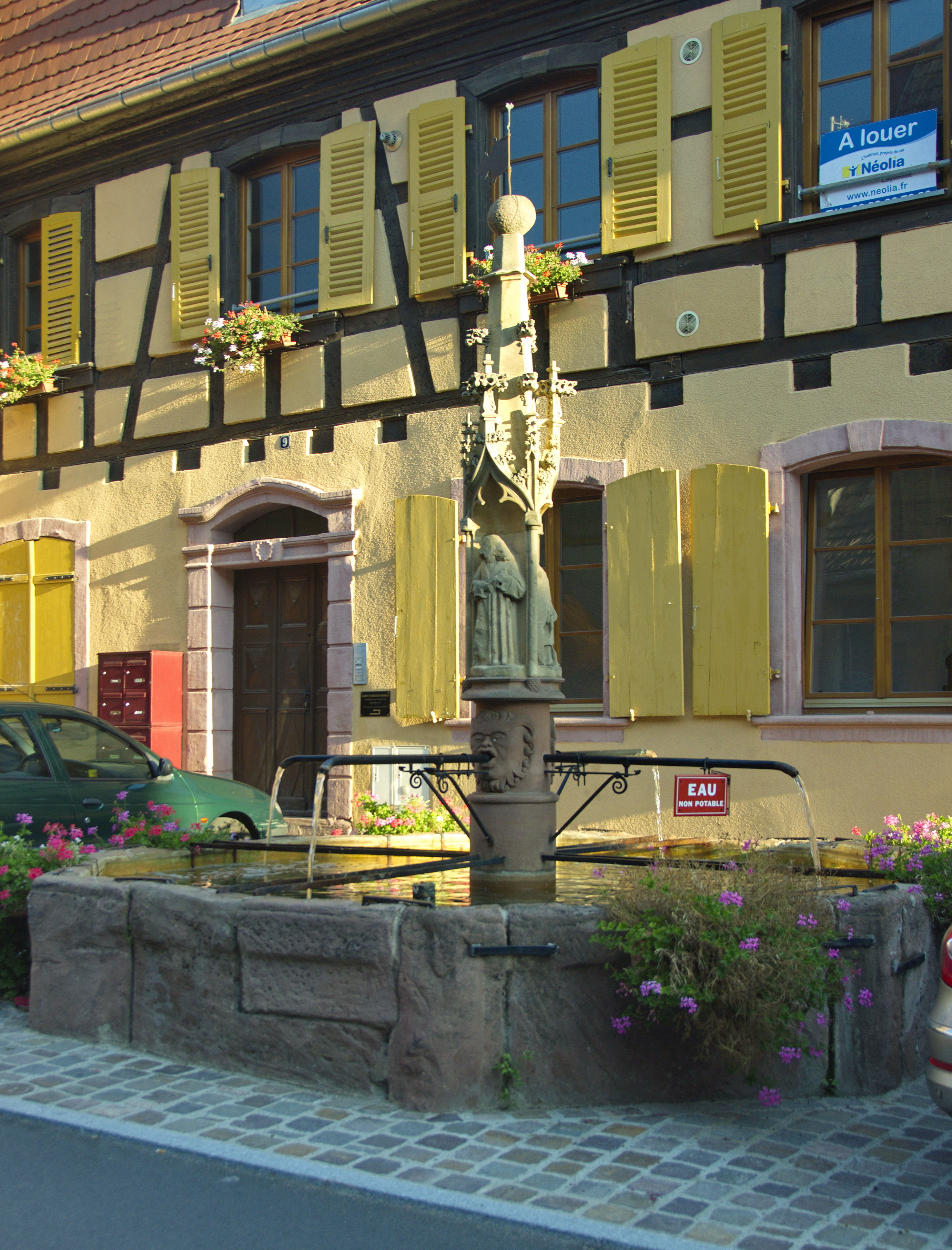
Historischer Laufbrunnen in Beblenheim (Elsass), gotischer Stockbrunnen mit Brunnensäule

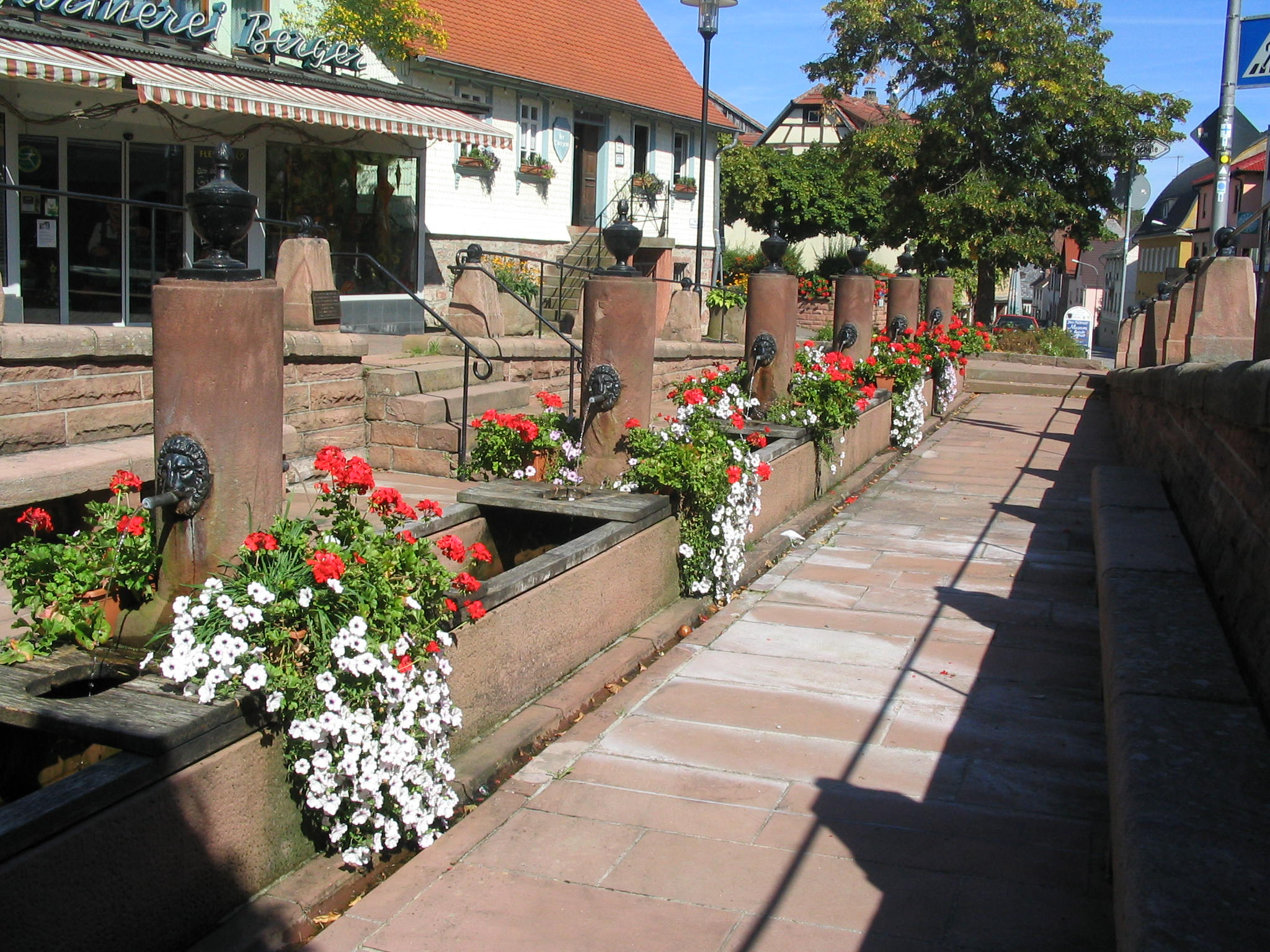
Der Zwölfröhrenbrunnen in Beerfelden im Odenwald; der Quelldruck wird direkt durch die Mümlingquelle erzeugt.

Laufbrunnen oder Röhrenbrunnen dienen der Entnahme von fließendem Wasser durch Menschen und Vieh und besitzen meist ein offenes Wasserbecken.
Vor der Installation weitverzweigter Verteilungsnetze bildeten die an öffentlichen Plätzen (Marktbrunnen) errichteten Laufbrunnen die wesentlichen Elemente der städtischen Trinkwasserversorgung. Ergänzt wurden sie durch die direkte Wasserentnahme aus Gewässern, Zisternen oder Schöpfbrunnen, historisch oft Sodbrunnen genannt. Feuerwehren entnahmen den Brunnen Löschwasser zur Brandbekämpfung. Heute werden sie als Zierbrunnen ihrer dekorativen Wirkung wegen im Stadtbild geschätzt und dienen der Erfrischung an heißen Tagen sowie dem Kinderspiel.
Laufbrunnen speisen sich aus Wasserleitungen, früher Röhrenfahrten, die das Wasser aus Quellen oder Fließgewässern zuführen. Oft dienen Brunnenstuben oder Reservoirs zum Ausgleich von Schüttleistung und Druckschwankungen. Diese Versorgungsanlagen wurden früher als Wasserkunst bezeichnet.

## Bauformen
Laufbrunnen bestehen meist aus einem Brunnenstock, der die aufsteigende Zuleitung zum Auslaufrohr enthält, und einer Brunnenschale – Schweizerdeutsch oftmals als Brunnenbecken oder als Brunnentrog bezeichnet. Die Brunnenschale bzw. der Trog enthält einen Ab- oder Überlauf. 
Der Brunnenstock ist in seiner ursprünglichen Form und Wortherkunft ein der Länge nach durchbohrter Baumstumpf. Repräsentative Laufbrunnen sind oft um einen zentralen Brunnenstock gebaut, die Brunnensäule, die häufig von Bildwerken oder Statuen bekrönt wird. Die Bauweise wird Stockbrunnen genannt, im Unterschied zum Schalenbrunnen mit aufgesetzter Brunnenschale.
Bei reinen Zierbrunnen wird dem Brunnen das abfließende Wasser oft über eine Umwälzpumpe wieder zugeführt, um den Wasserverbrauch zu minimieren.

## Regionale Bezeichnungen
Die Brunnensäule wird in der Schweiz auch (die) Stud genannt, etymologisch mit „Stütze“ verwandt. In Nordhessen war dafür die Bezeichnung Zaitenstock üblich, was sich von „Zeute“ bzw. „Zaite“ ableitet, in der Bedeutung „Ausguss, Schnauze einer Kanne oder Brunnenröhre“. Das Brunnenbecken wird regional Kump genannt.

## Verbreitung
Die Großstädte im römischen Reich wurden über oft von Aquädukten gespeiste Laufbrunnen mit Trinkwasser versorgt. Die ersten Laufbrunnen stammen schon aus republikanischer Zeit, ihren Höhepunkt erreichten sie aber erst in der Kaiserzeit. Obwohl auch private Laufbrunnen vorkamen, waren die meisten davon öffentlich. Die Brunnen waren oft herrscherliche Anlagen, mit repräsentativen, als Nymphäen bezeichneten Brunnenhäusern. Die einfacheren, zum alltäglichen Gebrauch bestimmten Laufbrunnen wurden salientes genannt. Das augusteische Rom besaß davon 500 (neben 700 Schöpfbrunnen), die Marcus Vipsanius Agrippa errichten ließ.
Laufbrunnen waren auch in mittelalterlichen und frühneuzeitlichen Städten Mitteleuropas weit verbreitet. Die Stadt Basel war für ihre Laufbrunnen berühmt und verfügte bereits 1440 über 40 öffentliche, dazu noch 22 weitere in Klöstern und Spitälern oder Privathäusern. Gut untersucht ist etwa auch die Bergstadt Annaberg im sächsischen Erzgebirge. Dort hatten im 17. Jahrhundert zwar schon einige private Haushalte einen Röhrenwasseranschluss, mehr als die Hälfte der Bevölkerung war aber auf die kommunalen Laufwasserbrunnen angewiesen. Dabei handelte es sich um einfache, aus Holz gebaute Bottiche, Tröge und Wannen, die mit ebenfalls hölzernen Leitungen versorgt wurden. Nur an zentralen Orten, wie auf dem Marktplatz, existierte ein steinerner Marktbrunnen. Die Stadt Freiburg im Breisgau besaß nach dem Brunnenplan von 1732 60 Laufbrunnen; im Jahr 1843 waren es 40 öffentliche und 90 private, denen etwa 1500 Kubikmeter Wasser täglich zugeführt wurden.

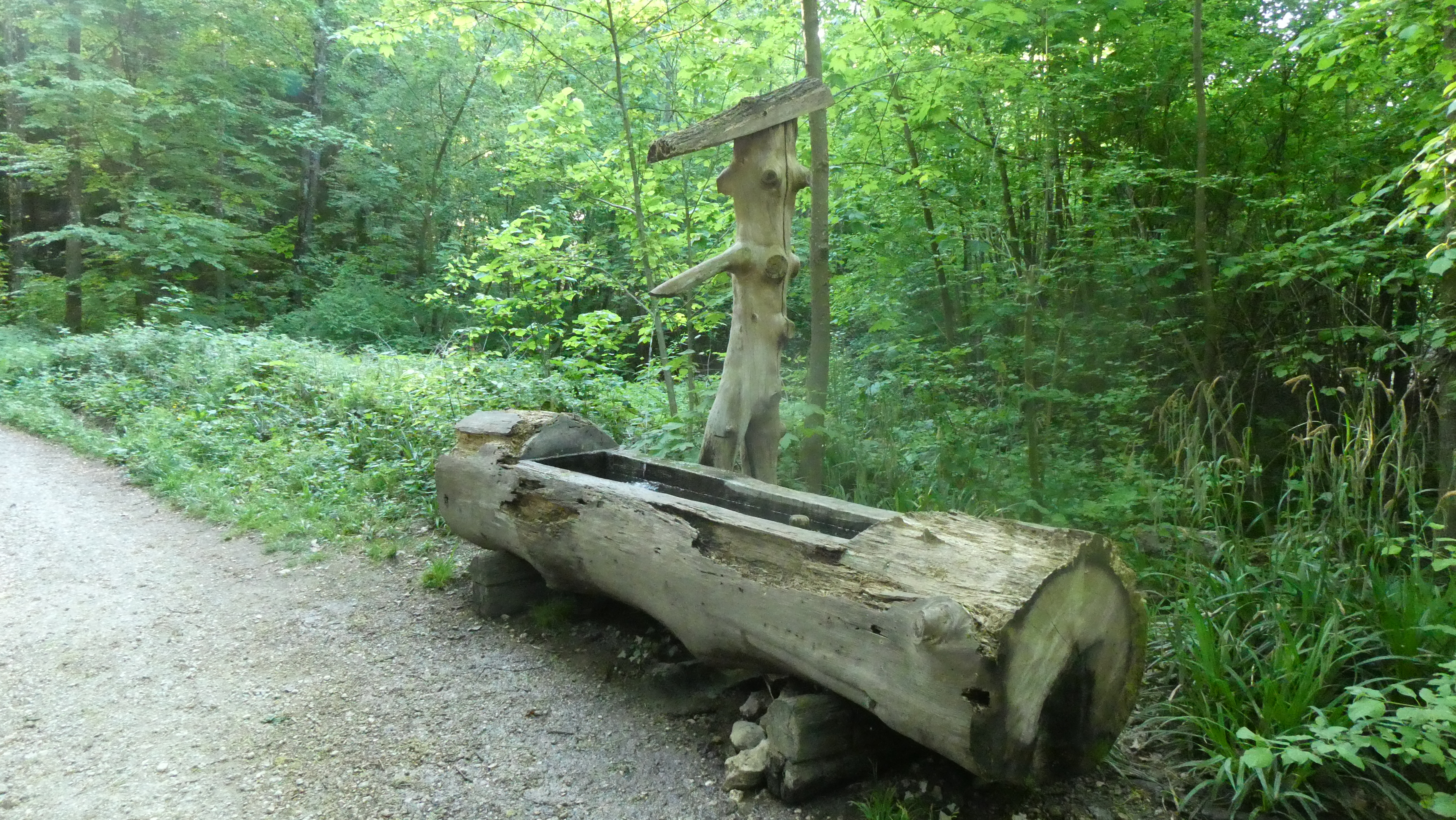
Typischer Laufbrunnen in Wäldern in der Schweiz.

Heute werden einige der historischen Laufbrunnen als Zierbrunnen weiter betrieben oder sogar neu errichtet, zum Beispiel in Wiesbaden oder in Zürich. Der erste Zürcher Laufwasserbrunnen, der „Amazonenbrunnen“, ist seit 1430 nachgewiesen.